# Hans Willi Linker
Hans Willi Linker (* 25. August 1896 in Dortmund; † 5. Oktober 1958 in Herten; auch: Johannes Wilhelm Heinrich Linker) war ein deutscher Schriftsteller.

## Leben
Hans Willi Linker absolvierte nach dem Besuch der Oberrealschule eine Buchhändlerlehre. Von 1920 bis 1928 übte er verschiedene Tätigkeiten aus, unter anderem war er kaufmännischer Korrespondent und Journalist, später Versicherungskaufmann. Ab 1955 lebte er in Recklinghausen.
Hans Willi Lenker war Verfasser eines Romans sowie von Erzählungen und Gedichten. Sein 1936 erschienenes Debüt, die im Ersten Weltkrieg spielende Erzählung Spiel in Flandern, erreichte bis 1943 eine Gesamtauflage von über 70.000 Exemplaren.

## Werke
- Spiel in Flandern. Eine Novelle aus dem großen Kriege (= Das kleine Buch. Nr. 33). C. Bertelsmann, Gütersloh 1936, DNB 580582574, OCLC 2564654.
- Singular in Spielswinkel. Roman. Heine, Cottbus 1938, DNB 574625429, OCLC 72173050.
- Die Wiege. Erzählungen. Dorn, Bremen/Hannover 1946, DNB 453132405.
- Kleine Welt im Herbst/Junger Zweig im Schnee. Novellen. Dorn, Bremen/Hannover 1947, DNB 453132391.
- Lösung und Maß. Stölting, Recklinghausen 1947 (Gedenkschrift für das erste Jahr der Dienstagsgesellschaft Recklinghausen).
- Ehrfurcht und Stolz. Stölting, Recklinghausen 1948.
- Idee und Gestalt. Stölting, Recklinghausen 1949.